# العلاقات التركية الكندية
العلاقات التركية الكندية هي العلاقات الثنائية التي تجمع بين تركيا وكندا.

## مقارنة بين البلدين
هذه مقارنة عامة ومرجعية للدولتين:
| وجه المقارنة                                              | تركيا         | كندا                     |
| --------------------------------------------------------- | ------------- | ------------------------ |
| المساحة (كم2)                                             | 783.56 ألف    | 9.98 مليون               |
| عدد السكان (نسمة)                                         | 80.14 مليون   | 35.70 مليون              |
| الكثافة السكانية (ن./كم²)                                 | 102.28        | 3.58                     |
| العاصمة                                                   | أنقرة         | أوتاوا                   |
| اللغة الرسمية                                             | اللغة التركية | لغة إنجليزية، لغة فرنسية |
| العملة                                                    | ليرة تركية    | دولار كندي               |
| الناتج المحلي الإجمالي (بليون دولار)                      | 851.10 مليار  | 1.65 تريليون             |
| الناتج المحلي الإجمالي (تعادل القوة الشرائية) بليون دولار | 1.57 تريليون  | 1.59 تريليون             |
| الناتج المحلي الإجمالي الاسمي للفرد دولار أمريكي          | 9.12 ألف      | 43.25 ألف                |
| الناتج المحلي الإجمالي للفرد دولار أمريكي                 | 19.79 ألف     | 45.07 ألف                |
| مؤشر التنمية البشرية                                      | 0.761         | 0.913                    |
| رمز المكالمات الدولي                                      | +90           | +1                       |
| رمز الإنترنت                                              | .tr           | .ca                      |
| المنطقة الزمنية                                           | ت ع م+03:00   |                          |

## مدن متوأمة
في ما يلي قائمة باتفاقيات التوأمة بين مدن تركية وكندية:
- ترتبط تشيشمي مع إيكالويت باتفاقية توأمة.
- ترتبط إسطنبول مع تورونتو باتفاقية توأمة منذ 1989.

## منظمات دولية مشتركة
يشترك البلدان في عضوية مجموعة من المنظمات الدولية، منها:
| علم المنظمة | اسم المنظمة                               | تاريخ انضمام تركيا | تاريخ انضمام كندا |
| ----------- | ----------------------------------------- | ------------------ | ----------------- |
|             | منظمة التعاون الاقتصادي والتنمية          | ?                  | ?                 |
|             | الأمم المتحدة                             | 24 أكتوبر 1945     | 9 نوفمبر 1945     |
|             | منظمة التجارة العالمية                    | 26 مارس 1995       | ?                 |
|             | مؤسسة التنمية الدولية                     | 22 ديسمبر 1960     | 24 سبتمبر 1960    |
|             | منظمة الأمن والتعاون في أوروبا            | 25 يونيو 1973      | 25 يونيو 1973     |
|             | المنظمة الهيدروغرافية الدولية             | ?                  | ?                 |
|             | البنك الإفريقي للتنمية                    | ?                  | ?                 |
|             | وكالة ضمان الاستثمار متعدد الأطراف        | 3 يونيو 1988       | 12 أبريل 1988     |
|             | الوكالة الدولية للطاقة                    | ?                  | ?                 |
|             | اتفاقية السماوات المفتوحة                 | ?                  | ?                 |
|             | حلف شمال الأطلسي                          | 18 فبراير 1952     | 4 أبريل 1949      |
|             | منظمة الشرطة الجنائية الدولية             | ?                  | ?                 |
|             | مجموعة أستراليا                           | 2000               | 1985              |
|             | المركز الدولي لتسوية المنازعات الاستشارية | 2 أبريل 1989       | 1 ديسمبر 2013     |
|             | مجموعة العشرين                            | ?                  | ?                 |
|             | الفريق المعني برصد الأرض                  | ?                  | ?                 |
|             | البنك الدولي للإنشاء والتعمير             | 11 مارس 1947       | 27 ديسمبر 1945    |
|             | الاتحاد البريدي العالمي                   | ?                  | ?                 |
|             | الاتحاد الدولي للاتصالات                  | 1866               | 1 يوليو 1908      |
|             | بنك التنمية الآسيوي                       | 1991               | 1966              |
|             | منظمة حظر الأسلحة الكيميائية              | ?                  | ?                 |
|             | مؤسسة التمويل الدولية                     | 19 ديسمبر 1956     | 20 يوليو 1956     |
|             | نظام تحكم تكنولوجيا القذائف               | 1997               | 1987              |
|             | مجموعة الموردين النوويين                  | ?                  | ?                 |
|             | مركز تنسيق الحركة في أوروبا ‏              | ?                  | ?                 |
|             | يونسكو                                    | 4 نوفمبر 1946      | 4 نوفمبر 1946     |

## وصلات خارجية
- موقع وزارة الخارجية التركية
- موقع وزارة الخارجية الكندية